# Black & White 050505
Black & White 050505 è il quattordicesimo album in studio del gruppo musicale britannico Simple Minds, pubblicato il 12 settembre 2005.
Le registrazioni furono completate il 5 maggio dello stesso anno e tale data è riportata nel titolo dell'album.

## Tracce
1. Stay Visible – 5:19 (Jim Kerr)
2. Home – 4:23 (Jim Kerr)
3. Stranger – 4:07 (Jim Kerr, Tignino)
4. Different World [Taormina.me] – 4:12 (Jim Kerr, Jez Coad)
5. Underneath the Ice – 4:45 (Jim Kerr)
6. The Jeweler Part 2 – 4:18 (Jim Kerr)
7. A Life Shot in Black and White – 3:35 (Jim Kerr)
8. Kiss the Ground – 4:06 (Jim Kerr)
9. Dolphins – 5:57 (Jim Kerr)
10. Too Much Television (Traccia bonus dell'edizione giapponese) – 4:19 (Sean Kelly)

## Classifiche
| Classifica (2005) | Posizione massima |
| ----------------- | ----------------- |
| Austria           | 63                |
| Belgio (Fiandre)  | 3                 |
| Belgio (Vallonia) | 13                |
| Francia           | 46                |
| Germania          | 6                 |
| Italia            | 7                 |
| Paesi Bassi       | 25                |
| Regno Unito       | 37                |
| Svezia            | 46                |
| Svizzera          | 20                |